# Mindszentkálla, Veszprém
Mindszentkálla  este un sat în districtul Tapolca, județul Veszprém, Ungaria, având o populație de 265 de locuitori (2011). 

## Demografie
Componența etnică a satului Mindszentkálla
     Maghiari (97,56%)
     Români (1,22%)
     Germani (1,22%)
Componența confesională a satului Mindszentkálla
     Romano-catolici (73,58%)
     Fără religie (7,55%)
     Reformați (2,26%)
     Luterani (2,26%)
     Necunoscută (14,34%)
     Alte religii (1,51%)
Conform recensământului din 2011, satul Mindszentkálla avea 265 de locuitori. Din punct de vedere etnic, majoritatea locuitorilor (97,56%) erau maghiari, existând și minorități de români (1,22%) și germani (1,22%).  Din punct de vedere confesional, majoritatea locuitorilor (73,58%) erau romano-catolici, existând și minorități de persoane fără religie (7,55%), luterani (2,26%) și reformați (2,26%). Pentru 14,34% din locuitori nu este cunoscută apartenența confesională.